# 张昕 (1966年)
张昕（1966年11月—），男，汉族，河南虞城人。1986年10月加入中国共产党，1989年7月参加工作。1989年毕业于北京理工大学力学工程系安全工程专业。现任国家矿山安全监察局副局长。

## 简历
2008年10月，任河南省审计厅副厅长（2014年在职取得郑州大学高级管理人员工商管理硕士）；
2014年3月，任中共驻马店市委常委、副市长；2015年7月任驻马店市常务副市长；
2017年11月，任河南省安全生产监督管理局局长、党组书记；2018年11月，任河南省应急管理厅党组书记、副厅长；
2021年2月，任国家矿山安全监察局副局长。